# Pro Evolution Soccer 2017
Pro Evolution Soccer 2017 (skraćeno PES 2017, u Aziji službeno World Soccer: Winning Eleven 2017) šesnaesta je nogometna videoigra u serijalu Pro Evolution Soccer, proizvođača i izdavača Konamija uz pomoć Blue Sky Teama. Na omotu igre kutije videoigre nalaze se najbolji nogometaši FC Barcelone, a među njima i Ivan Rakitić.
Kao i prijašnje verzije igre, i ovo izdanje ima UEFA-inu licencu za Ligu prvaka, Europsku ligu i Superkup zajedno s licencom CONMEBOL-a za Copa Santander Libertadores.

## Natjecanja i momčadi
Zahvaljujući ekskluzivnom ugovoru s UEFA-om i CONMEBOL-om, UEFA Liga prvaka, UEFA Europska liga, UEFA Superkup i Copa Libertadores imaju punu licenciju.

### Lige i Kupovi
- FA Premier liga
- Football League Championship
- FA Kup
- Community Shield
- Ligue 1
- Ligue 2
- Kup
- Superkup
- Serie A
- Serie B
- Kup
- Superkup
- Eredivisie
- Kup
- Superkup
- Primeira Liga
- Kup
- Superkup
- La Liga
- Liga Adelante
- Copa Del Rey
- Supercopa Espana
- Primera Division
- Kup
- Superkup
- Brasileirão
- Kup
- Primera Division
- Kup
- Liga PEU (Europa)
- Copa PEU
- Super Cup PEU
- Liga PLA (Južna Amerika)
- Copa PLA
- Liga PAS (Azija)
- Copa PAS

### Međunarodna natjecanja (države)
- FIFA Svjetsko prvenstvo
- UEFA Europsko prvenstvo
- CONMEBOL Copa America
- CONCACAF Gold Cup
- AFC Azijski kup
- CAF Afrički kup
- OFC Kup nacija

### Međunarodna natjecanja (klubovi)
- FIFA Klupsko Svjetsko prvenstvo
- UEFA Liga prvaka
- UEFA Europska liga
- UEFA Superkup
- Copa Libertadores
- Copa Sudamericana
- Recopa Sudamericana
- AFC Liga prvaka

### Reprezentacije
PES 2017 sadrži 86 nogometnih reprezentacija, '+' označava novu reprezentaciju u PES-u, a '*' označava reprezentaciju koja se vratila u serijal PES.
Europa:
- Albanija
- Austrija
- Belgija
- BiH
- Bugarska
- Češka
- Danska
- Engleska
- Francuska
- Grčka
- Hrvatska
- Irska
- Island
- Italija
- Izrael
- Mađarska
- Nizozemska
- Norveška
- Njemačka
- Poljska
- Portugal
- Rumunjska
- Rusija
- Sjeverna Irska
- Slovačka
- Slovenija
- Srbija
- Škotska
- Španjolska
- Švedska
- Švicarska
- Turska
- Ukrajina
- Wales

Sjeverna i Južna Amerika:
- Honduras
- Jamajka
- Kostarika
- Meksiko
- Panama
- SAD
- Argentina
- Bolivija
- Brazil
- Čile
- Kolumbija
- Ekvador
- Paragvaj
- Peru
- Urugvaj
- Venezuela

Azija i Oceanija:
- Australija
- Iran
- Irak
- Japan
- Jordan
- Južna Koreja
- Katar
- Kina
- Kuvajt
- Libanon
- Oman
- Saudijska Arabija
- Sjeverna Koreja
- Tajland
- UAE
- Uzbekistan
- Fidži +
- Novi Zeland
- Salomonski Otoci +
- Tahiti +

Afrika:
- Alžir
- Burkina Faso
- DR Kongo +
- Egipat
- Gabon +
- Gana
- Gvineja
- JAR
- Kamerun
- Mali
- Maroko
- Nigerija
- Obala Bjelokosti
- Senegal
- Tunis
- Zambija

### Klubovi

#### Europa
- Gabala FK
- Qarabağ FK
- FK Austria Beč
- Rapid Wien
- Red Bull Salzburg
- Club Brugge
- KAA Gent
- KRC Genk
- RSC Anderlecht
- Standard Liege
- BATE Barysaŭ
- FK Sarajevo
- Ludogorec Razgrad
- APOEL
- AEK Larnaca
- Slovan Liberec
- Sparta Prag
- Viktoria Plzen
- København
- HJK Helsinki
- AEK Atena
- Olympiacos
- Panathinaikos
- PAOK
- Dinamo Zagreb
- Hajduk Split
- Dundalk F.C.
- Hapoel Beer Sheva
- Maccabi Tel-Aviv
- Astana

- Rosenborg
- Bayer Leverkusen
- Bayern München
- Borussia Dortmund
- Borussia Mönchengladbach
- Mainz 05
- Schalke 04
- Legia Varšava
- Astra Giurgiu
- Steaua Bukurešt
- CSKA Moskva
- Krasnodar
- Rostov
- Zenit Petrograd
- Slovan Bratislava
- NK Maribor
- FK Crvena zvezda
- Celtic
- AIK
- Basel
- Young Boys
- Zurich
- Beşiktaş
- Fenerbahçe
- Galatasaray
- Konyaspor
- Osmanlispor
- Šahtar Donjeck
- Dinamo Kijev
- Zorja

#### Južna Amerika
- Caracas

### Azija
- Tokyo

## Pjesme
- Peking Duk ft. Nicole Millar - High
- Carlos - La Bamboula
- All Twins - Thank You
- Mauro Pilato And Max Pont - Gam Gam
- Eiffel 65 - Panico
- Simple Plan - Boom
- Hunter Hunted - Keep Together
- JR JR - In The Middle
- Skrillex And Diplo With Justin Bieber - Where Are U Now
- Twenty One Pilots - Ride
- The Chainsmokers ft. Daya - Don't Let Me Down
- Galantis - In My Head
- Miike Snow - Genghis Khan
- Ellie Goulding - On My Mind
- Vant - Parking Lot
- James Bay - Hold Back The River
- Clean - Big Data

### Stadioni
| #  | Stadion              | Država     | Korisnici          |
| -- | -------------------- | ---------- | ------------------ |
| 1  | Old Trafford         | Engleska   | Manchester United  |
| 2  | Wembley              | Engleska   | Engleska           |
| 3  | Camp Nou             | Španjolska | Barcelona          |
| 4  | Santiago Bernabéu    | Španjolska | Real Madrid        |
| 5  | Stade de France      | Francuska  | Francuska          |
| 6  | Stade Louis II       | Francuska  | Monaco             |
| 7  | Juventus Arena       | Italija    | Juventus           |
| 8  | Giuseppe Meazza      | Italija    | Internazionale     |
| 9  | San Siro             | Italija    | Milan              |
| 10 | Olimpico             | Italija    | Lazio i Roma       |
| 11 | Dragão               | Portugal   | Porto              |
| 12 | José Alvalade        | Portugal   | Sporting CP        |
| 13 | Luz                  | Portugal   | Benfica            |
| 14 | Amsterdam ArenA      | Nizozemska | Ajax               |
| 15 | El Monumental        | Argentina  | River Plate        |
| 16 | Saitama Stadium 2002 | Japan      | Urawa Red Diamonds |
| 17 | Allianz Arena        | Njemačka   | Bayern München     |

## Vanjske poveznice
- Službena stranica
- HCL recenzija